# Alice in the Klondike
Alice in the Klondike é um curta-metragem de animação estadunidense de 1927, lançado como parte da série Alice Comedies.